# Olavsvern
Olavsvern était une base navale de la Marine royale norvégienne. 

## Géographie
Elle est située le long de la route européenne 8, à la sortie de Tromsø. 

## Histoire
Très inférieure à Håkonsvern, elle est fondée en 1967 pour soutenir les sous-marins et les navires d'attaque rapide en opération dans le Nord-Norge. Elle a perdu son statut de orlogsstasjon en 2002 et en est devenue une dépendance le 1er janvier 2013. Aucune unité n'y était alors stationnée en permanence. 
Le 14 mars 2005, un accident lors d'un exercice de plongée sous-marine à l'intérieur de la base a conduit à la mort du Special Boat Service Lieutenant-Commandant Richard van der Horst. 
Lors de la restructuration de la Marine royale norvégienne décidée en 2009 par le gouvernement pour tenir compte de l’apaisement des relations entre Est et Ouest, le Storting vote la fermeture de la base d’Olavsvern.
En 2011, la station est mise en vente pour 105 millions de couronnes norvégiennes (17,5 millions de dollars) sur le site finn.no, équivalent norvégien d'eBay, mais elle ne trouve pas preneur. L'OTAN, qui avait financé une grande partie de l’installation pour 4 milliards de couronnes norvégiennes, n’a pas été consultée.
Le 10 février 2013, le quotidien norvégien "Aftenposten" révèle que la base a été vendue à l’homme d’affaires norvégien Gunnar Wilhelmsen, pour... 38 millions de couronnes, en dépit des protestations de hauts gradés. Ceux-ci estimaient que la Norvège prive ainsi ses sous-marins d'un point d'appui stratégique essentiel dans le Grand-Nord.
Le contrat est néanmoins signé en août 2013, après avoir été validé par le premier ministre Jens Stoltenberg…, qui deviendra secrétaire général de l’OTAN le 1er octobre 2014. Le groupe Wilhelmsen loue ensuite la base à des navires russes spécialisés dans la recherche océanographique..., mais soupçonnés de collecter des données à des fins militaires.
Le 15 octobre 2020, la chaîne de télévision norvégienne NRK révèle que l'US Navy souhaiterait louer cette base afin d'être en mesure de déployer ses sous-marins nucléaires de classe Seawolf aussi près que possible des frontières russes. Mais le conseil municipal de Tromsø s'opposera à une telle utilisation de la base souterraine d'Olavsvern.
Le 8 janvier 2021, le groupe WilNor Governmental Services (no) (WGS), qui se décrit comme un partenaire logistique-clé des forces armées norvégiennes et des forces alliées de l'OTAN, annonce qu’il a acquis de sa maison-mère Wilhelmsen, 66 % des parts de la base, dans le but de compléter sa chaîne d'approvisionnement militaire le long de la côte norvégienne. Dans un premier temps, les activités civiles et militaires vont coexister, mais à terme, la base deviendra exclusivement militaire.